# Eutyfronika
Eutyfronika (gr. ευθύφρων euthryphron – prosto myślący) – koncepcja filozoficzna stworzona i rozwijana przez Józefa Bańkę, postuluje ochronę człowieka przed przebiegającymi gwałtownie procesami cywilizacji technicznej. Jednym z głównych dróg 
terapii w eutyfronice jest etyka prostomyślności, stanowiąca uzupełnienie intelektualizmu etycznego Sokratesa o czynnik uczuciowo-wolicjonalny. W etyce prostomyślności istotne jest życie człowieka bezpośrednio "teraz", a nie jako środek do osiągnięcia czegoś w przyszłości.